# 纳尚
纳尚（法語：Nachamps，法語發音：[naʃɑ̃]）是法国滨海夏朗德省的一个市镇，位于该省北部偏东，多条省道交汇，属于圣让当热利区。

## 地理
纳尚（46°1'2"N, 0°37'27"W）面积4.18 平方千米，位于法国新阿基坦大区滨海夏朗德省，该省份为法国西部滨海省份，北起旺代省，西临大西洋，南至吉倫特省，东南接多爾多涅省，东北接德塞夫勒省接壤，东临夏朗德省。
与纳尚接壤的市镇（或旧市镇、城区）包括：库朗、朗德、皮罗朗、圣卢。

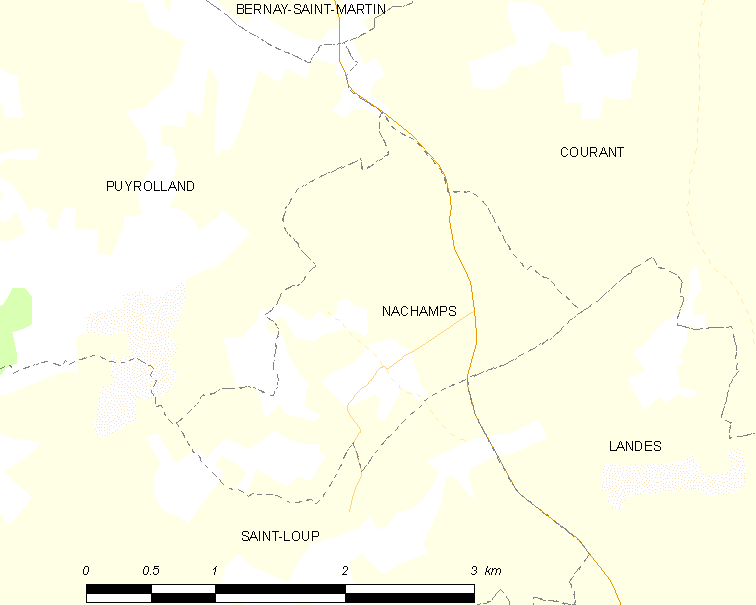
纳尚的OSM定位图

纳尚的时区为UTC+01:00、UTC+02:00（夏令时）。

## 行政
纳尚的邮政编码为17380，INSEE市镇编码为17254。

## 政治
纳尚所属的省级选区为圣让当热利县。

## 人口

1962-2008年间纳尚人口变化图示

纳尚于2022年1月1日时的人口数量为204人。